# Wang Pei-rong
Wang Pei-rong (chinesisch 王沛蓉; * 17. Januar 1985) ist eine taiwanische Badmintonspielerin. 

## Karriere
Wang Pei-rong gewann 2008 Bronze bei der Welthochschulmeisterschaft gefolgt von Platz drei bei den Chinese Taipei Open des gleichen Jahres. 2009 wurde sie Dritte bei den Hong Kong Open und den Ostasienspielen. 2010 belegte sie Platz fünf bei der Asienmeisterschaft.

## Sportliche Erfolge
| Saison | Veranstaltung              | Disziplin   | Platz | Name                           |
| ------ | -------------------------- | ----------- | ----- | ------------------------------ |
| 2008   | Welthochschulmeisterschaft | Mixed       | 3     | Wang Chia-min / Wang Pei-rong  |
| 2008   | Chinese Taipei Open        | Mixed       | 3     | Wang Chia-min / Wang Pei-rong  |
| 2009   | Hong Kong Open             | Mixed       | 3     | Fang Chieh-min / Wang Pei-rong |
| 2009   | Ostasienspiele             | Damendoppel | 3     | Chien Yu-chin / Wang Pei-rong  |
| 2009   | China Open                 | Damendoppel | 5     | Chien Yu-chin / Wang Pei-rong  |
| 2010   | Asienmeisterschaft         | Damendoppel | 5     | Hsieh Pei-chen / Wang Pei-rong |